# Resistencia a proteína C activada
La resistencia a proteína C activada es un trastorno hemostático caracterizado por una respuesta anticoagulante pobre a la proteína C activada (APC). Esto se traduce en un mayor riesgo de trombosis venosa, que puede desencadenar problemas con la circulación tales como tromboembolismo pulmonar. El trastorno puede ser adquirido o heredado, la forma hereditaria que tiene un patrón de herencia autosómico dominante. Hasta 64% de los pacientes con tromboembolismo venoso puede haber resistencia a la proteína C activada.

## Fisiopatología
La proteína C activada (con la proteína S como un cofactor) degrada factor Va y al factor VIIIa. La resistencia a la proteína C activada es la incapacidad de la proteína C para escindir factor Va o Factor VIII, que permite una mayor duración de la generación de trombina y puede conducir a un estado hipercoagulable. La más conocida y la forma hereditaria más común es el factor V Leiden, en la que se pierde la diana sobre la que la PCa escinde al factor-V.  Otras alteraciones genéticas menos frecuentes que causan resistencia a la PCa son mutaciones diferentes del gen del factor-V (factor-V Cambridge o factor-V Hong Kong). Las formas adquiridas se producen en presencia de elevadas concentraciones del factor VIII, en los casos con déficit de proteína-S anticoagulante o por interferencia de Ac antifosfolípido en la función de la PCa (falta Ref).